# Polaire satellietbaan
Een polaire satellietbaan is een omloopbaan waarbij een satelliet over of bijna over beide polen passeert.
Meestal gaat het hier om een planeet zoals de Aarde, maar een dergelijke baan kan ook om de zon beschreven worden.
Omdat de baan over de polen gaat betekent dit dat de inclinatie ten opzichte van de evenaar (bijna) 90 graden is.
De satelliet zal bij elke omloopbaan passeren boven een andere lengtegraad tenzij er sprake is van een geosynchrone baan.
Polaire satellietbanen worden gewoonlijk gebruikt voor het in kaart brengen van oppervlakken, als weersatelliet of voor verkenningsdoeleinden.
Het nadeel van een dergelijke baan is dat geen punt gedurende langere tijd in beeld gehouden kan worden. Als men dat wel wil doen dan zou men een Molniya-baan moeten gebruiken: een sterk elliptische baan over de polen met het apogeum boven het betreffende punt. De satelliet is dan langere tijd aanwezig boven dat punt, maar wel op relatief grote afstand. Bij een geostationaire baan blijft de satelliet wel altijd boven hetzelfde punt hangen, maar eveneens op grote afstand. De satelliet beweegt dan mee met de draaiing van de planeet en gaat dan niet over de polen.
Een ander specifiek type polaire satellietbaan is de zon-synchrone baan. Hierbij vliegt de satelliet altijd boven de dag-en-nacht-grens. Voordeel van deze baan is dat de satelliet altijd zonlicht vangt en daardoor altijd elektriciteit uit zonne-energie kan opwekken. Het baanvlak draait mee met de beweging van de Aarde om de Zon. Dankzij de afplatting van de Aarde is dit bij een bepaalde licht retrograde baan mogelijk zonder brandstofverbruik. Lanceringen naar SSO vinden meestal plaats rond zonsopkomst of zonsondergang. 